# Desbrocksriedegraben (Leine)
Der Desbrocksriedegraben in Hannover, kurz auch Desbrocksriede genannt, ist ein kleiner Wasserlauf und rechtsseitiger Zufluss zur Leine. Das Wasser der Riede sammelt sich zunächst zwischen Godshorn und Vinnhorst, und durchläuft als geschützter Landschaftsbestandteil der Stadt Langenhagen das Gebiet Desbrocksriedegraben zwischen den Langenhagener Ortsteilen Schulenburg-Süd und Engelbostel.
In Hannover durchfließt der Desbrocksriedegraben im Norden der niedersächsischen Landeshauptstadt den Stadtforst Mecklenheide und den von Manfred Kindel (Unmada) initiierten Kinderwald am Grünen Ring nördlich des Mittellandkanals. Im Stadtteil Stöcken wird das Werksgelände der Continental AG unterquert, sowie das Gemeinschaftskraftwerk Hannover passiert. Der Bach durchfließt den geschützten Landschaftsbestandteil Talaue des Desbrocksriedegrabens in Stöcken, worin von rechts der Roßbruchgraben zufließt. Kurz danach mündet das Gewässer schließlich in die Leine.